# Lijst van wereldkampioenen tijdrit junioren mannen
De tijdrit voor mannen bij de junioren staat sedert 1994 op het programma van de wereldkampioenschappen wielrennen.

## Geschiedenis
Het eerste WK wielrennen werd in 1921 gehouden in de Deense hoofdstad Kopenhagen. In 1994 werd een tijdrit voor junioren onder 19 jaar geïntroduceerd. Tot en met 1996 werd het WK voor junioren apart georganiseerd. In 1997 in het Spaanse San Sebastian stond de tijdrit bij de junioren voor het eerst op het programma van de wereldkampioenschappen. Met uitzondering van de edities van 2005 tot en met 2010 (en 2020 vanwege de COVID-19-pandemie) is de tijdrit bij de junioren sedertdien een volwaardig onderdeel van de wereldkampioenschappen.
De Australiër Dean Rogers kroonde zich in 1994 tot de eerste wereldkampioen. De Zwitser Fabian Cancellara, Rus Michail Ignatiev en Duitser Marcel Kittel zijn de enigen die het WK twee keer wisten te winnen.

## Erelijst
| Jaar | Plaats                                 | Goud                                   | Zilver                                 | Brons                                  |
| 2027 | Haute-Savoie                           |                                        |                                        |                                        |
| 2026 | Montreal                               |                                        |                                        |                                        |
| 2025 | Kigali                                 |                                        |                                        |                                        |
| 2024 | Zürich                                 | Paul Seixas                            | Jasper Schoofs                         | Matisse Van Kerckhove                  |
| 2023 | Glasgow                                | Oscar Chamberlain                      | Ben Wiggins                            | Louis Leidert                          |
| 2022 | Wollongong                             | Josh Tarling                           | Hamish McKenzie                        | Emil Herzog                            |
| 2021 | Brugge                                 | Gustav Wang                            | Josh Tarling                           | Alec Segaert                           |
| 2020 | Geen kampioenschap (COVID-19-pandemie) | Geen kampioenschap (COVID-19-pandemie) | Geen kampioenschap (COVID-19-pandemie) | Geen kampioenschap (COVID-19-pandemie) |
| 2019 | Harrogate                              | Antonio Tiberi                         | Enzo Leijnse                           | Marco Brenner                          |
| 2018 | Innsbruck                              | Remco Evenepoel                        | Lucas Plapp                            | Andrea Piccolo                         |
| 2017 | Bergen                                 | Tom Pidcock                            | Antonio Puppio                         | Filip Maciejuk                         |
| 2016 | Doha                                   | Brandon McNulty                        | Mikkel Bjerg                           | Ian Garrison                           |
| 2015 | Richmond                               | Leo Appelt                             | Adrien Costa                           | Brandon McNulty                        |
| 2014 | Ponferrada                             | Lennard Kämna                          | Adrien Costa                           | Michael Storer                         |
| 2013 | Florence                               | Igor Decraene                          | Mathias Krigbaum                       | Zeke Mostov                            |
| 2012 | Valkenburg                             | Oskar Svendsen                         | Matej Mohorič                          | Maximilian Schachmann                  |
| 2011 | Kopenhagen                             | Mads Würtz Schmidt                     | James Oram                             | David Edwards                          |
| 2010 | Offida                                 | Bob Jungels                            | Jasha Sütterlin                        | Lawson Craddock                        |
| 2009 | Moskou                                 | Luke Durbridge                         | Lawson Craddock                        | Lasse Norman Hansen                    |
| 2008 | Kaapstad                               | Michał Kwiatkowski                     | Jakob Steigmiller                      | Taylor Phinney                         |
| 2007 | Aguascalientes                         | Taylor Phinney                         | John Degenkolb                         | Nikita Novikov                         |
| 2006 | Francorchamps                          | Marcel Kittel                          | Etienne Pierret                        | Tony Gallopin                          |
| 2005 | Wenen                                  | Marcel Kittel                          | Alexandru Pliușchin                    | Sjarhej Papok                          |
| 2004 | Verona                                 | Patrick Gretsch                        | Roman Kreuziger                        | Stefan Schäfer                         |
| 2003 | Hamilton                               | Michail Ignatiev                       | Dmytro Hrabovsky                       | Viktor Renang                          |
| 2002 | Zolder                                 | Michail Ignatiev                       | Mark Jamieson                          | Vincenzo Nibali                        |
| 2001 | Lissabon                               | Jurgen Van den Broeck                  | Oleksandr Kvatsjoek                    | Niels Scheuneman                       |
| 2000 | Plouay                                 | Piotr Mazur                            | Vladimir Goesev                        | Christian Müller                       |
| 1999 | Verona                                 | Fabian Cancellara                      | Roeslan Kajoemov                       | Christian Knees                        |
| 1998 | Valkenburg                             | Fabian Cancellara                      | Torsten Hiekmann                       | Filippo Pozzato                        |
| 1997 | San Sebastian                          | Torsten Hiekmann                       | Michael Rogers                         | Aleksej Markov                         |
| 1996 | Novo mesto                             | Simone Lo Vano                         | Mathew Hayman                          | Joeri Krivtsov                         |
| 1995 | Forlì                                  | Joshua Kane Collingwood                | Mirko Lauria                           | Cadel Evans                            |
| 1994 | Quito                                  | Dean Rogers                            | Heat Sandall                           | Laurent Lefèvre                        |

## Medaillespiegel
| Plaats | Land             | Goud | Zilver | Brons | Totaal |
| 1      | Duitsland        | 6    | 4      | 7     | 17     |
| 2      | Australië        | 4    | 5      | 3     | 12     |
| 3      | België           | 3    | 1      | 2     | 6      |
| 4      | Verenigde Staten | 2    | 4      | 5     | 11     |
| 5      | Italië           | 2    | 2      | 3     | 7      |
| 6      | Rusland          | 2    | 2      | 2     | 6      |
| 7      | Denemarken       | 2    | 2      | 1     | 5      |
| 8      | Groot-Brittannië | 2    | 2      | 0     | 4      |
| 9      | Polen            | 2    | 0      | 1     | 3      |
| 10     | Zwitserland      | 2    | 0      | 0     | 2      |
| 11     | Frankrijk        | 1    | 1      | 2     | 4      |
| 12     | Luxemburg        | 1    | 0      | 0     | 1      |
| 12     | Noorwegen        | 1    | 0      | 0     | 1      |
| 14     | Oekraïne         | 0    | 2      | 1     | 3      |
| 15     | Nederland        | 0    | 1      | 1     | 2      |
| 16     | Moldavië         | 0    | 1      | 0     | 1      |
| 16     | Nieuw-Zeeland    | 0    | 1      | 0     | 1      |
| 16     | Slovenië         | 0    | 1      | 0     | 1      |
| 16     | Tsjechië         | 0    | 1      | 0     | 1      |
| 20     | Wit-Rusland      | 0    | 0      | 1     | 1      |
| 20     | Zweden           | 0    | 0      | 1     | 1      |
| Totaal | Totaal           | 30   | 30     | 30    | 90     |

Bijgewerkt t/m WK 2024
1921 · 
1922 · 
1923 · 
1924 · 
1925 · 
1926 · 
1927 · 
1928 · 
1929 · 
1930 · 
1931 · 
1932 · 
1933 · 
1934 · 
1935 · 
1936 · 
1937 · 
1938 · 
1946 · 
1947 · 
1948 · 
1949 · 
1950 · 
1951 · 
1952 · 
1953 · 
1954 · 
1955 · 
1956 · 
1957 · 
1958 · 
1959 · 
1960 · 
1961 · 
1962 · 
1963 · 
1964 · 
1965 · 
1966 · 
1967 · 
1968 · 
1969 · 
1970 · 
1971 · 
1972 · 
1973 · 
1974 · 
1975 · 
1976 · 
1977 · 
1978 · 
1979 · 
1980 · 
1981 · 
1982 · 
1983 · 
1984 · 
1985 · 
1986 · 
1987 · 
1988 · 
1989 · 
1990 · 
1991 · 
1992 · 
1993 · 
1994 · 
1995 · 
1996 · 
1997 · 
1998 · 
1999 · 
2000 · 
2001 · 
2002 · 
2003 · 
2004 · 
2005 · 
2006 · 
2007 · 
2008 · 
2009 ·
2010 · 
2011 · 
2012 · 
2013 · 
2014 · 
2015 · 
2016 · 
2017 · 
2018 · 
2019 · 
2020 ·
2021 ·
2022 ·
2023 ·
2024 ·
2025 ·
2026